# Normativní etika
Normativní etika je součást etiky zkoumající obecné zásady, principy a normy morálního jednání. Od vzniku etiky jako disciplíny je nositelem její praktické intence a tvoří její vlastní jádro. Normativní etika zjednodušeně hledá odpovědi na to, zda je nějaké jednání morálně správné či nikoli.
Svým hodnoticím (pozitivním) přístupem se normativní etika odlišuje od dalších odvětví etiky. Například metaetika (též analytická etika) zkoumá spíše způsob a jazyk, jakým pronášíme etické výroky. Deskriptivní etika zase pouze popisuje jevy, které se ve společnosti dějí, a neurčuje už to, co je dobré nebo špatné.
Normativní etika má více pohledů na to, jak by se mělo na morální otázky nahlížet. Existují tři základní teorie, které si navzájem konkurují – jde o teorie etiky ctnosti, konsekvencialistickou etiku a deontologickou etiku. Rozlišujeme však i jiné pohledy, jež kombinují myšlenky těchto tří základních teorií.

## Dějiny normativní etiky
V antické etice a její středověké teologické koncepci byl praktický princip a normativní řád zakotven v teorii hierarchicky odstupňovaného řádu bytí nadaného objektivními hodnotami. Oproti tomu pozdně středověký nominalismus a novověký empirismus popírají možnost poznat objektivní platnost morálních soudů. Tím se v moderní etice oblast norem a hodnot definitivně odlamuje od oblasti bytí.
Změna náhledu na odvětví etiky nastala na konci 19. století, kdy se začala rozvíjet řada nových empiricko-antropologických disciplín, které zkoumaly problematiku morálky oddělené od tradiční linie etiky normativní jako srovnávací výzkum chování, psychoanalýzy, antropologie, strukturální etnologie a dalších.
Pojmy norma a hodnota jsou na konci 19. století zavedeny do etiky a je silně zkoumán jejich ontologický statut, a to zejména novokantovskou školou a fenomenology. Normativní etika je odlišná od metaetiky, vzniklé koncem 19. století, která se nezabývá tradičními problémy normativní etiky a věnuje se pouze rozboru jazyka etiky a morálky.
Současný terminologický význam označení normativní etiky spočívá v odlišení tradičně pojímané etiky od popisně (deskriptivně) pojaté „vědy o morálce“, nazývané někdy také etologií, a od metaetiky. Nejnovější trend západní etiky směřuje však opět ke spojování těchto tří etických přístupů.
Úkolem moderní normativní etiky, jež se nevzdává svých praktických záměrů a usiluje o rehabilitaci praktické filozofie, je hledání možnosti univerzalizace v morálce při přísném rozlišování mezi rozumovou zdůvodnitelností postupu, jenž umožňuje zobecňovat nebo přezkoumat morální normy, jež mohou být z tohoto postupu odvozovány, a obsahově konkrétních řešení specifických morálních dilemat.

## Základní teorie normativní etiky
Obecně se rozlišují tři základní teorie normativní etiky. Etika ctnosti se věnuje vnitřnímu charakteru člověka, který jedná. Teorie konsekvencialistická uvádí, že morální jednání je přímo vázáno na cíle a účely, zatímco deontologická teorie klade důraz na samotné jednání, ale na výsledek už nehledí. Kromě toho se uvádí řada dalších koncepcí, které na etiku ctnosti, deontologickou a konsekvencialistickou etiku nějakým způsobem navazují nebo tyto pohledy kombinují.

### Etika ctnosti
Etiku ctnosti lze chápat jako souhrnné označení pro teorie, které upřednostňují morální charakter jedince před konečnými výsledky jeho činu. Je tedy důležitější, aby byla jednající osoba dobrého charakteru, než jak její čin nakonec dopadne. Ocitne-li se člověk před nějakým rozhodnutím, etika ctnosti by radila přibližně takto: „Konej tak, jak by konal ve tvé situaci člověk počestný.“
Podle této teorie je ctnost (tj. slušnost, mravnost) jednou z vlastností, kterou člověk potřebuje, aby žil a jednal dobře. Většina odborníků si myslí, že pro celou společnost existuje určitý společný seznam ctnostných vlastností. Ten se však s chodem dějin a vývojem společnosti mění. Objevují se ale také názory, že je „balíčků ctností“ více a jsou různé pro různé vrstvy a typy lidí.
Důležitými ctnostmi byly dříve zejména:
- prozíravost (moudrost)
- spravedlnost
- statečnost (odvaha)
- střídmost

Řada teorií a myšlenek etiky ctnosti vychází z Aristotela. Pro jeho etiku jsou klíčové dva pojmy – eudaimonia (štěstí; dobrý, zdařilý život; blaženost) a areté (ctnost, výtečnost, zdatnost). Lidé se v zásadě shodují, že eudaimonia by měla být cílem jejich životů. Názory, jak jí dosáhnout, se ovšem různí. Aristoteles tvrdí, že zdařilý život spočívá v činnosti lidské duše. Tato činnost je přiměřená lidským schopnostem a zároveň odráží co možná nejlepší stav (areté) duše.

### Deontologická etika
Deontologická etika, nebo také etika povinnosti, klade důraz na vztah mezi povinností a morálkou lidského jednání. Zatímco etika ctnosti sleduje charakter konajícího jedince, deontologická etika se zabývá tím, co jsme povinni (ne)konat, a to bez ohledu na výsledek. Naše jednání by mělo být dobré už ze své vlastní podstaty, a ne až díky dobrým výsledkům. Zjednodušeně řečeno:
- Dělej správné věci.
- Dělej je, protože jsou správné a měly by se dělat.
- Nedělej špatné věci.
- Vyhýbej se jim, protože jsou špatné a neměly by se dělat.

S deontologickou etikou v praxi se můžeme setkat například ve chvíli, kdy lidé vysvětlují své chování tím, že „jde o princip“. Tato teorie také zahrnuje množství nepsaných morálních zásad, jimiž se společnost řídí (např. krást nebo zabíjet je špatné, dodržovat sliby je dobré). Řídí-li se však někdo výhradně deontologickou etikou, může se stát, že bude chtít konat za všech okolností dobře, a to i přesto, že jeho dobré konání dá vzniknout špatným důsledkům.
V některých deontologických teoriích se objevuje mimo jiné také kategorický imperativ Immanuela Kanta, který vyzdvihuje jednání podle „zobecnitelných maxim“.

### Konsekvencialismus
Konsekvencialistická etika (někdy nazývaná také jako teleologická) tvrdí, že správnost (špatnost) činu je podmíněna jeho výsledkem. Ze všech lidských jednání je morálně nejsprávnější právě to, jehož celkový důsledek je nejlepší, nejpozitivnější. Tím se liší od deontologické etiky. Obě tyto koncepce se zabývají jednáním jako takovým, ovšem konsekvencialismus klade na výsledek zásadní důraz.
Konsekvencialistická etika může být pro člověka dobrým vodítkem v jeho životě. Řeší-li např. nějaké morální dilema, měl by se rozhodovat na základě toho, která z možností přinese v konečném důsledku více pozitiv. Lidé by měli žít tak, aby jejich jednání přinášelo co možná nejvíce dobrého.
Typickým příkladem konsekvencialistické etiky je například snaha o celosvětové blaho, mír a svobodu mezi lidmi či ochranu ohrožených druhů. Tyto cíle působí vznešeně, a proto jsou činnosti k nim vedoucí považovány z pohledu této teorie za morálně správné.
Tato koncepce bývá často shledávána jako kontroverzní. Kritici namítají, že náplní morálky je zejména plnění svých povinností, respektování druhých lidí a jejich práv, ale také podřízenost přírodě a bohu. Lidé by podle nich měli být uvážliví a nepouštět se do konfliktů. Nelze se upnout pouze na daný cíl.
Některé koncepce konsekvencialismu staví na myšlence, že by jednání mělo vést k obecnému štěstí (utilitarismus). Další naopak na myšlence, že nejdůležitější je vlastní zájem jednající osoby (etický egoismus).